# Azteca (Chiapas)
Azteca es una localidad del estado mexicano de Chiapas. Es parte del municipio de Arriaga.

## Demografía
| Gráfica de evolución demográfica |
|                                  |

| Censo | Población |
| ----- | --------- |
| 1910  | 541       |
| 1921  | 602       |
| 1930  | 691       |
| 1940  | 1 018     |
| 1950  | 998       |
| 1960  | 753       |
| 1970  | 1 349     |
| 1980  | 1 356     |
| 1990  | 1 821     |
| 2000  | 1 722     |
| 2010  | 1 829     |
| 2020  | 1 190     |